# Daydream Believer
Singles de The Monkees
Pleasant Valley Sunday
(juillet 1967) Valleri
(février 1968)
Daydream Believer est un single du groupe de pop américain The Monkees, sorti en 1967.

## Histoire
John Stewart écrit Daydream Believer peu avant son départ du groupe folk The Kingston Trio. Le producteur Chip Douglas, ami de Stewart, présente la chanson aux Monkees, qui l'enregistrent en 1967, durant les sessions de l'album Pisces, Aquarius, Capricorn and Jones Ltd., sur laquelle elle n'est finalement pas incluse. Elle sort en single en octobre et rencontre un grand succès, atteignant le sommet du Billboard Hot 100 – c'est le troisième et dernier no 1 du groupe. Daydream Believer apparaît ensuite sur le cinquième album des Monkees, The Birds, the Bees and the Monkees, en avril 1968.

## Musiciens
- Davy Jones : chant, chœurs
- Micky Dolenz : chœurs
- Michael Nesmith : guitare
- Peter Tork : piano
- Chip Douglas : basse, percussions
- Eddie Hoh : batterie
- Bill Martin : percussions
- Nathan Kaproff, George Kast, Alex Murray, Erno Neufeld : violon
- Pete Candoli, Al Porcino, Manuel Stevens : trompette
- Richard Noel, Richard Leith, Philip Teele : trombone
- Shorty Rogers : arrangements

## Reprises
- Anne Murray sur l'album I'll Always Love You (1979)
- Chris Colfer et Darren Criss dans le dernier épisode de la série Glee intitulé Le rêve devient réalité. Le titre est interprété avec les élèves de l'école Harvey Milk.
- Boyzone, en 1994, en 2ème titre de leur premier single Love me for a reason.